# MTX (autofabrikant)

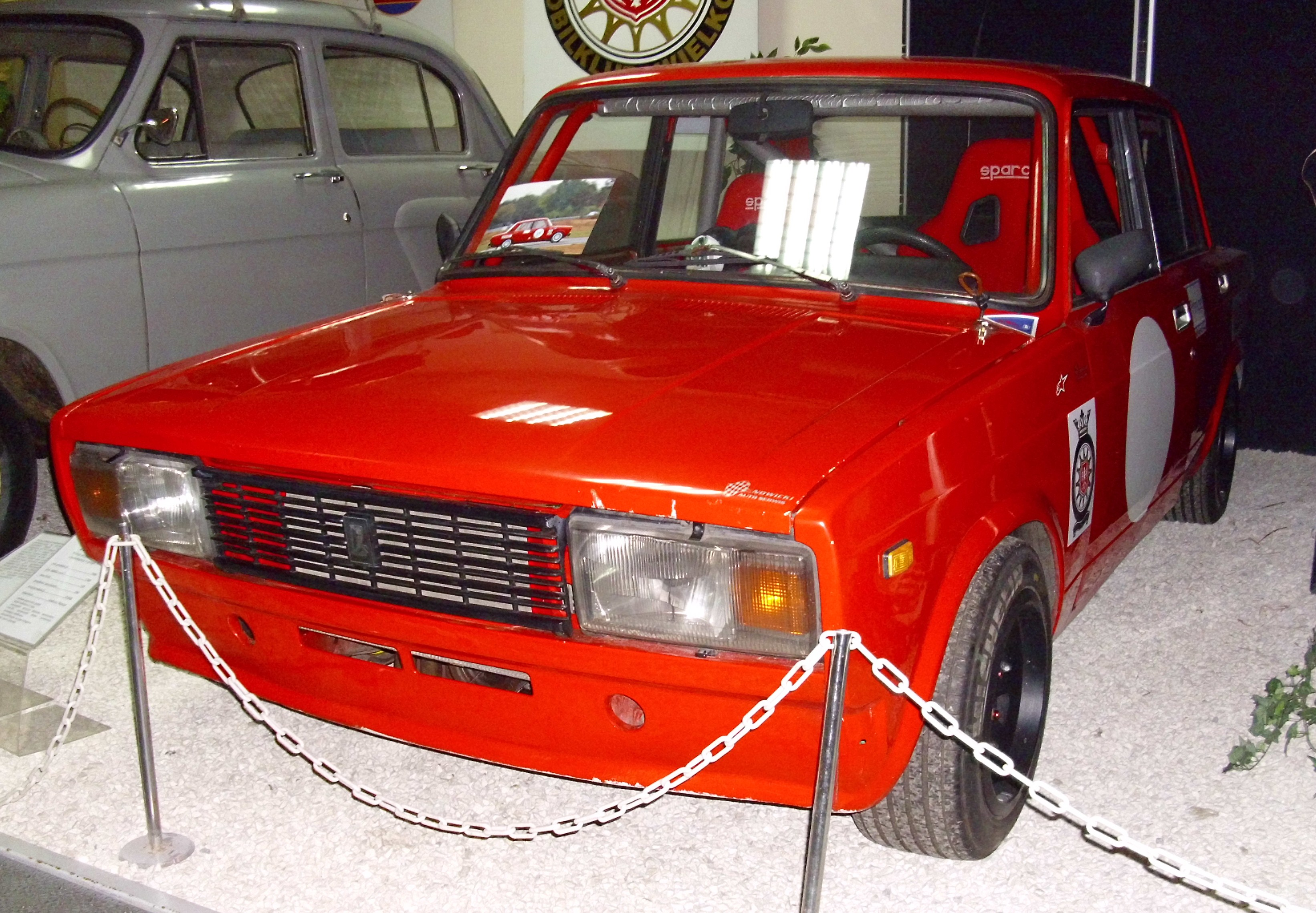
Lada-racewagen van MTX (1986)

MTX s.r.o. is een Tsjechische fabrikant van auto's. Het bedrijf is gespecialiseerd in het ombouwen van politievoertuigen en de reparatie van historische race- en sportauto's.
In 1990 werd het bedrijf overgenomen door een aantal werknemers, voor die tijd droeg het de naam Metalex en was actief met het bouwen van racewagens en het ombouwen van auto's, vrachtwagens en motorfietsen voor sport en bijzondere doeleinden.

## Geschiedenis
Metalex werd in 1969 in Praag opgericht door Karel Jilek en Václav Bervid. Aanvankelijk werden auto's van Škoda en Lada omgebouwd tot racewagens. In 1970 volgde de eerste eigen raceautoconstructie, de merknaam was MTX.
Met de invoering van de markteconomie veranderde het werkterrein. Sindsdien ligt de nadruk op de ontwikkeling en productie van straatauto's in kleine series. In totaal zijn meer dan 170 prototypen, race- en sportauto's gemaakt.

## Auto's

### Racewagens
De MTX 1-01 werd vanaf 1970 gebouwd met een Škoda-motor voor de Formule Easter-raceklasse. Later gevolgd door de modellen 1-02, 1-03, 1-04, 1-05, 1-06, 1-07, 1-08 en 1-09.

### MTX Tatra V8
De MTX Tatra V8 was een sportwagen op Tatra-basis, ontwikkeld vanaf 1989 en gepresenteerd in 1991. De technicus was Václav Král. Het plan was om 100 auto's te produceren, het werkelijke aantal was aanzienlijk kleiner.

### Roadsters en cabriolets
In 1989-1990 werden enkele exemplaren van de Skoda Rapid cabriolet gemaakt in samenwerking met het Duitse bedrijf Heinzinger. In de jaren 90 maakte het bedrijf 2 modellen: De MTX Roadster (gebaseerd op de Škoda Favorit) en vanaf 1995 de MTX Cabrio (gebaseerd op de Škoda Felicia).

### Beach Buggy
Dit model had een buisvormig chassis. Voor de aandrijving werd een viercilinder motor van de Ford Fiesta met een cilinderinhoud van 1100 cc gebruikt. De open carrosserie van kunststof bood plaats aan 2 + 2 personen.

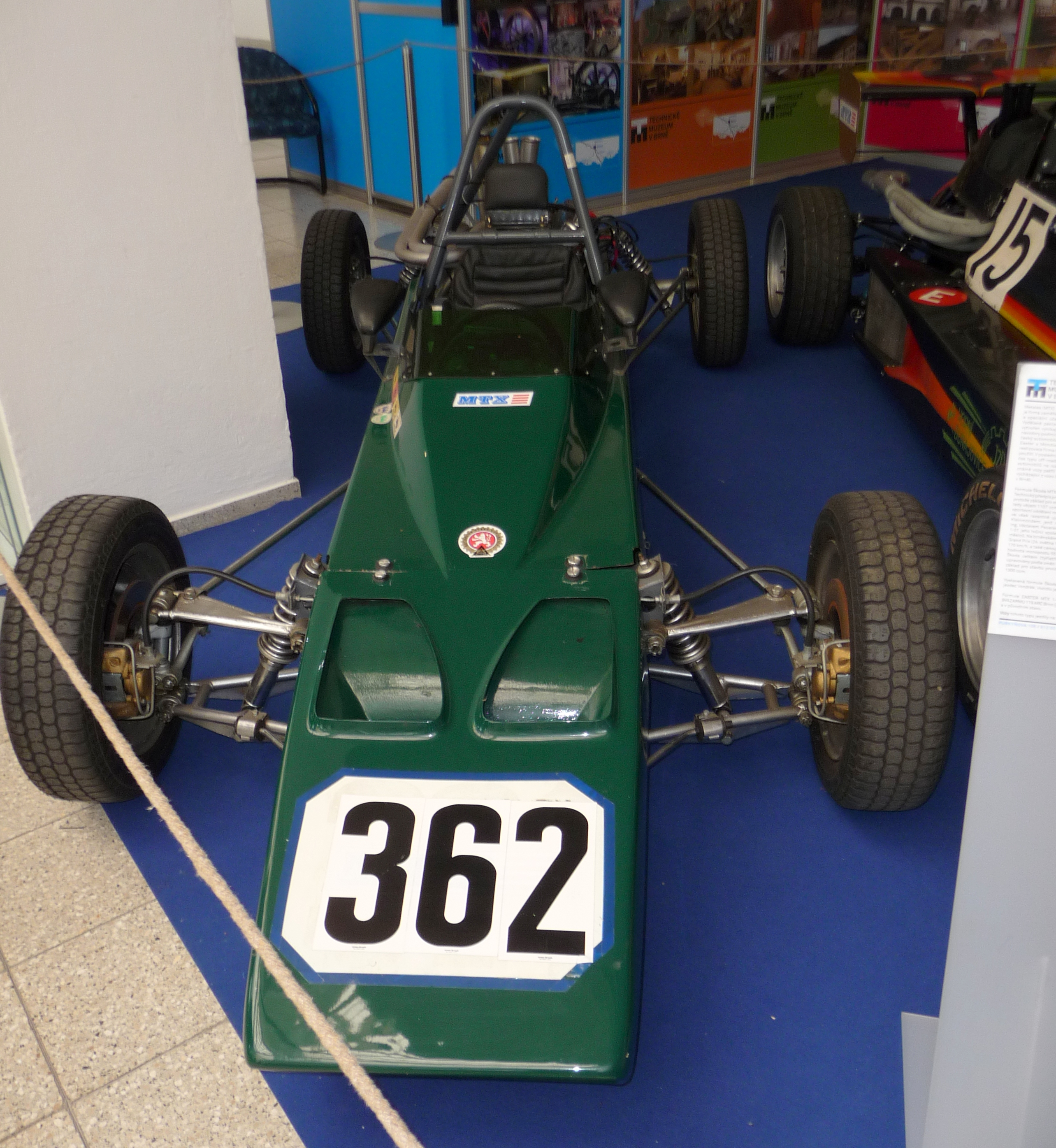
MTX 1-01 (1971)
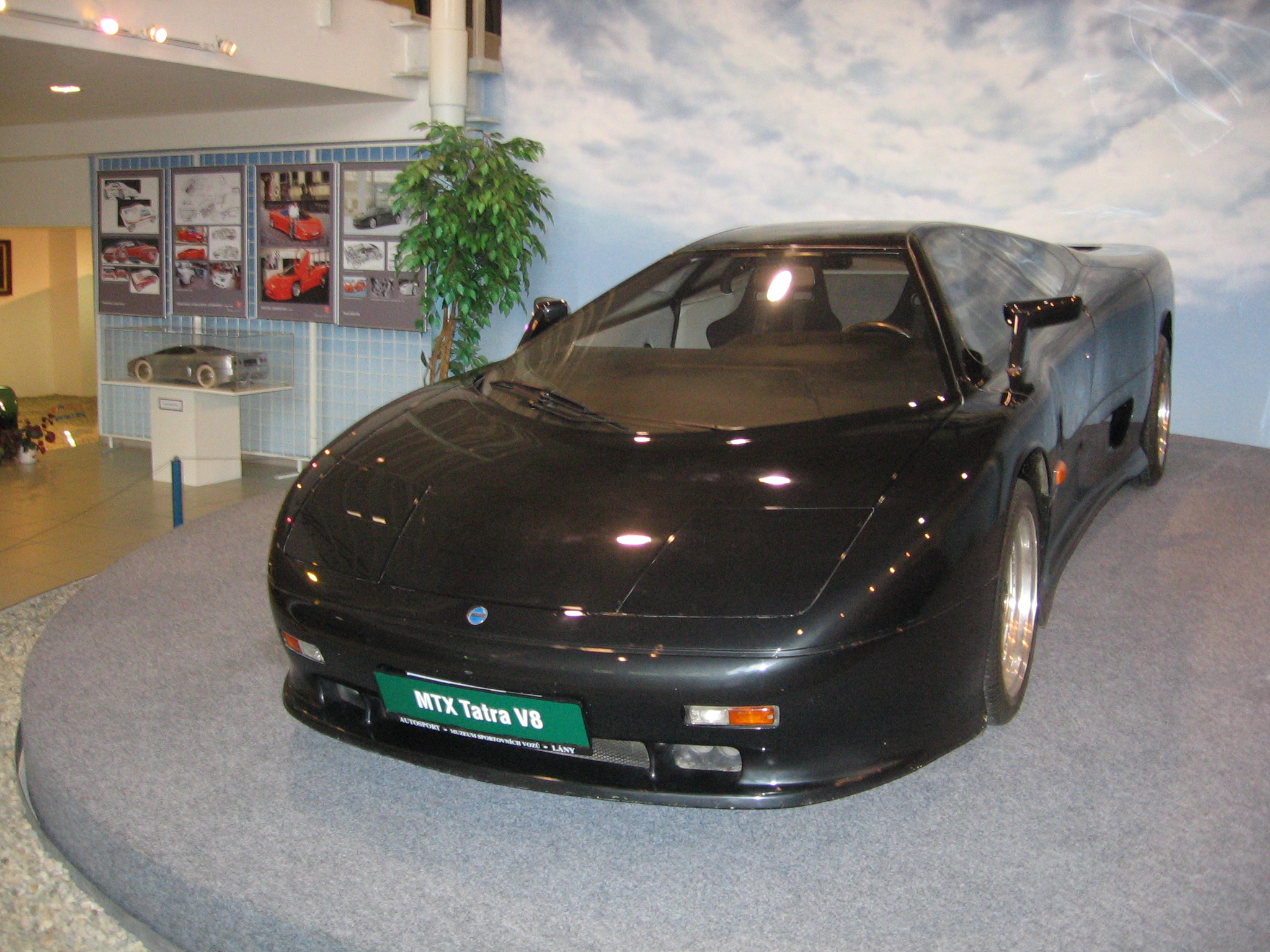
MTX Tatra V8
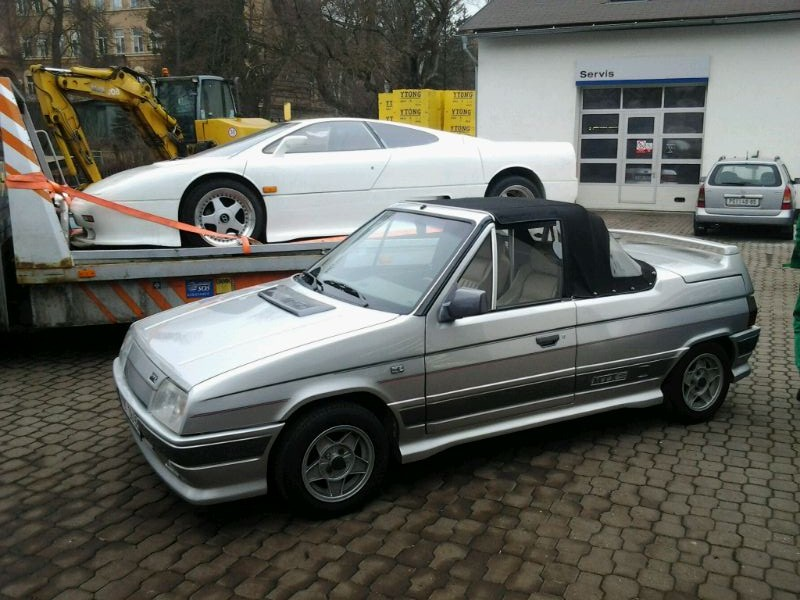
MTX Roadster en MTX Tatra V8
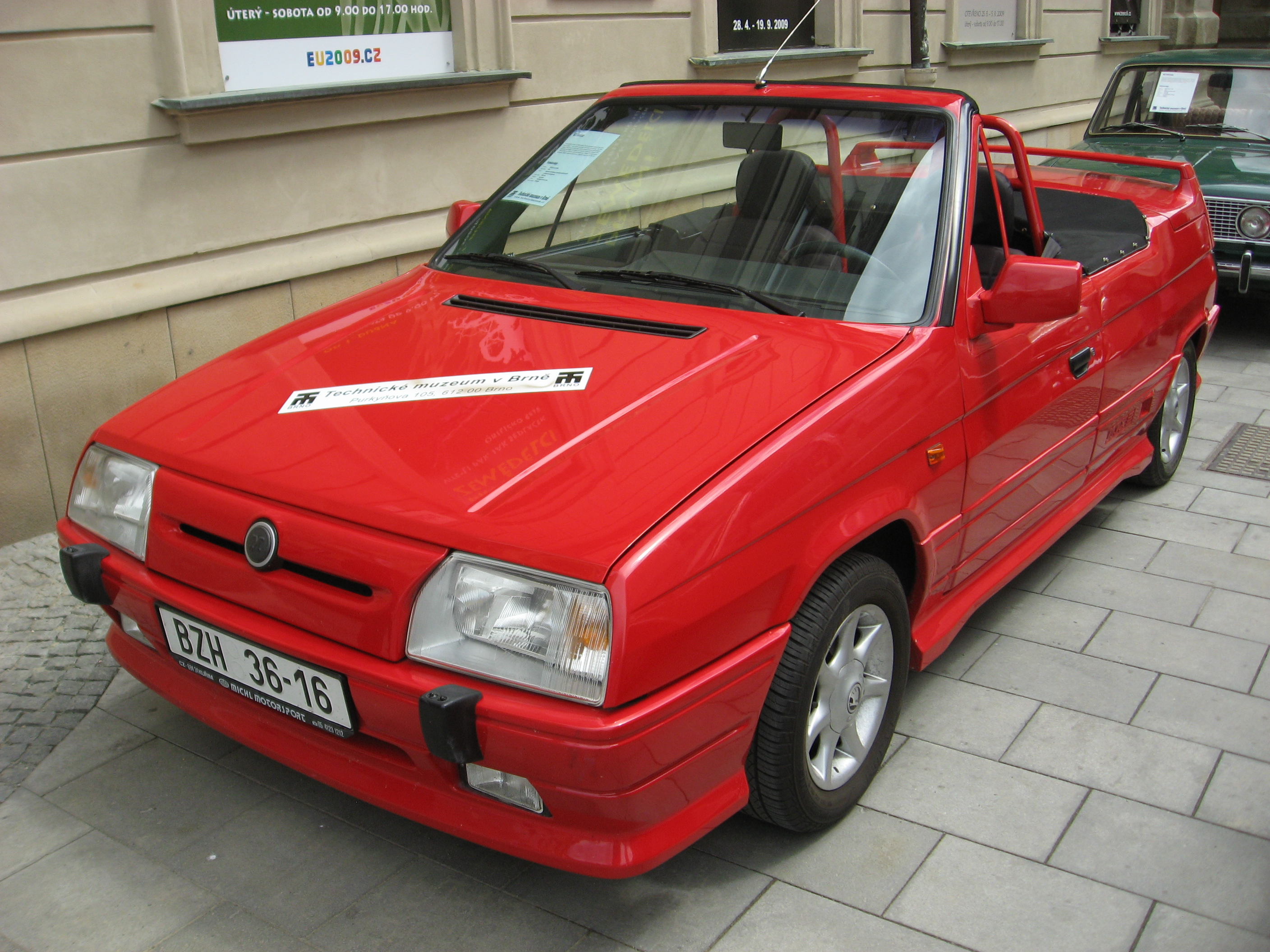
MTX Roadster